# 克里斯提昂·賈克
克里斯提昂·賈克（Christian Jacq，1947年4月27日—），法國作家、埃及學家。他最為有名的著作是以古埃及第十九王朝法老拉美西斯二世為主角的歷史小說「埃及三部曲」「拉美西斯五部曲」——拉美西斯二世正是賈克最為欣賞的一位君主。

## 寫作生涯
賈克於巴黎出生，十三歲對埃及學產生興趣，並閱讀雅克·皮雷納（Jacques Pirenne）撰寫的《古埃及文明歷史》（History of Ancient Egyptian），激發起他創作第一部小說。他在十八歲的時候，已經寫下八部作品。而他第一部大賣的著作是在1987年出版的《埃及人商博良》（Champollion the Egyptian）。於2004年，他的著作已經超過50部，當中包括一些有關埃及學的非小說書籍。
賈克於索邦大學獲得古埃及學博士學位，他是少數能夠即場譯讀古埃及象形文字的作家之一。其後，他與妻子創立拉美西斯研究所，專門以相片形式描述埃及，以保留瀕危的考古遺跡。
1993年，賈克出版了《埃及三部曲》，正式奠定了他在文壇的地位，1996年，他出版了拉美西斯五部曲，此大受歡迎的系列已於超過二十五個國家出版。每卷的故事圍繞著拉美西斯二世在某一方面最廣為人知的歷史事件，整套小說將拉美西斯二世的一生交織成一首愛、生命與欺詐的虛構史詩。
法國文壇認為他的文學地位，可與大、小仲馬並駕其驅，他寫小說的功力可見其高深。

## 作品

### 埃及三部曲
- 《谋杀金字塔》 （La pyramide assassinee）
- 《沙漠法则》（La loi du Desert）
- 《首相的正义》（La Justice du Vizir）

### 拉美西斯五部曲
拉美西斯五部曲是一部歷史小說，以古埃及第十九王朝法老拉美西斯二世為主角。五部小說的名字分別如下：
- 《光明之子》（Le Fils de la lumière）
- 《百萬年神殿》（Le Temple des millions d'années）
- 《卡德墟戰役》（La Bataille de Kadesh）
- 《皇后之愛》（La Dame d'Abou Simbel）
- 《洋槐樹下》（Sous l'acacia d'Occident）

### 光之石四部曲
故事就發生在法老王拉美西斯統治的最後幾年，一個底比斯的野心官員莫希因發現三十個真理聖地的工匠從事某項不朽的驚人祕密而不禁深深覬覦著……只見他稍稍潛行至陡峭的山上窺視著整座禁城，赫然發現法老王陵寢前散發出奇異光芒的神秘之石。感惑於這些光石，他當下決定不惜任何代價都要據為己有，進而借其神奇的力量統治整個大埃及。　 
- 《沉默的尼菲》(NEFER LE SILENCIEUX)
- 《智慧的女人》(La Femme Sage)
- 《勇者帕尼泊》(Paneb L\’ardent)
- 《真理的聖地》(LA PLACE DE VERITE)

### 歐西里斯四部曲
- 《生命之樹》
- 《惡之匯流》
- 《火焰之路》
- 《至尊奧祕》

### 莫札特四部曲
故事的背景在尼羅河畔與啟蒙時代的歐洲之間交錯，文中描述許多宗教儀式的細節，讓人對方濟會的信仰有更深刻的了解。本書的靈感來自莫札特的書信，充滿生動的對話，且與真實事件很貼近。最後一卷的結局，賈克也支持了莫札特是被毒死的說法。
- 《大魔法師》( Mozart: Le Grand Magicien)
- 《光明之子》( Mozart: Le fils de la lumiere)
- 《火燄盟約》( Mozart: Le Frere du Feu)
- 《豐饒女神》( Mozart: L'Aime d'Isis)

### 自由女王三部曲
- 《黑暗帝國》
- 《王冠之戰》
- 《熠熠長劍》

### 其餘著作
- 《印何闐》
- 《埃及豔后：克麗奧佩卓的狂戀與毀滅》
- 《諸神的復仇(上)(下)》
- 《尼羅河新娘》
- 《黑法老王》
- 《發現圖唐卡蒙(上)(下)》